# Cystoderma haematites
Cystoderma haematites är en svampart som först beskrevs av Pier Andrea Saccardo, och fick sitt nu gällande namn av Konrad & Maubl. 1924. Cystoderma haematites ingår i släktet Cystoderma och familjen Agaricaceae.   Inga underarter finns listade i Catalogue of Life.